# Villafranca Montes de Oca
Villafranca Montes de Oca är en kommun i Spanien.   Den ligger i provinsen Provincia de Burgos och regionen Kastilien och Leon, i den norra delen av landet, 220 km norr om huvudstaden Madrid. Antalet invånare är 132. Arean är 52 kvadratkilometer.
Terrängen i Villafranca Montes de Oca är platt söderut, men norrut är den kuperad.